# 卡帕喬維耶霍

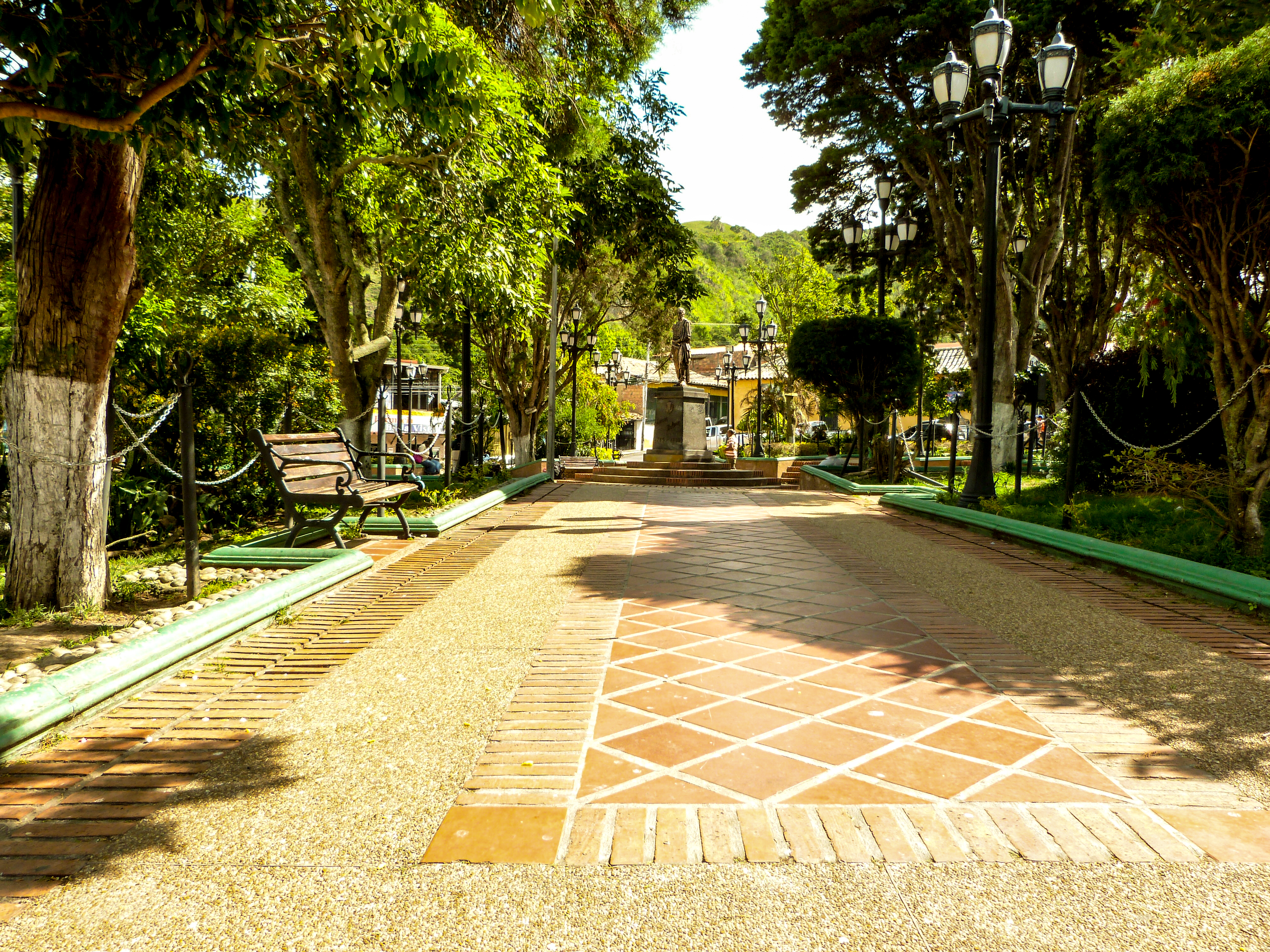

卡帕喬維耶霍（西班牙語：Capacho Viejo），是委內瑞拉的城鎮，位於該國西南部塔奇拉州，是利伯塔德市的首府，始建於1602年，海拔高度1,337米，每年平均降雨量1,400毫米。